# Nienke Westerhof
Nienke Westerhof (11 september 1975) is een Nederlandse actrice, stemactrice en voice-over.
Westerhof studeerde in 1998 af aan de Toneelacademie van Maastricht. Een jaar later was ze te zien als lijk in de politieserie Baantjer. In de aflevering De Cock en de moord op internet speelde ze Sonja Zwart. In 2003 speelde Westerhof Esther Salee, de verloofde van Dokter Simon in Goede tijden, slechte tijden. Hierna kreeg ze werk bij de radio. Eerst als nieuwslezer bij Sky Radio en Radio Veronica en later als DJ bij 100%NL.